# Яворина (притока Турця)
Яворина (словац. Javorina) — річка в Словаччині, ліва притока Турця, протікає в окрузі Мартін.
Довжина приблизно 9.5-10 км. Витік знаходиться в масиві Мала Фатра (частина Лучанська Фатра) — на схилі гори Мінчол — на висоті близько 1150 метрів. Протікає територією міста Врутки.
Впадає у Турець на висоті приблизно 375—380 метрів.